# Unlimited Warriors
Unlimited Warriors je česká bojová hra z roku 1996. Vytvořilo ji studio Digitalica.

## Vývoj
Hlavní inspirací pro Unlimited Warriors byla hra Mortal Kombat. Hru vytvořil tříčlenný tým; autoři chtěli vytvořit typ hry, s kterým v Čechách vývojáři ještě neměli zkušenosti, a proto se rozhodli pro bojovou videohru. Hra je tvořena digitalizací materiálu natočeného kamerou. Každou z 10 postav tak nahrála reálná lidská bytost, ve hře účinkuje například vydavatel či grafik hry.

## Hratelnost
Hráč má na výběr z 10 bojovníků, mezi kterými lze nalézt Hanse Jurgena, Thomase Keena, Allison Natis,  Johna Vaina, Ivana Draga či Kim Sato. Ti se spolu střetávají v 11 arénách.

## Přijetí
V Levelu vyšla recenze, která hře udělila 2 body ze 7, což znamená hodnocení špatná.